# The Business (canção de Tiësto)
"The Business" é uma canção do produtor e DJ holandês Tiësto, que foi lançada como single em setembro de 2020.

## Vídeo da música
O videoclipe foi postado no canal oficial de Tiësto no YouTube em 24 de setembro de 2020, e foi dirigido por Christian Breslauer. No videoclipe, é apresentado dois dançarinos: Casey Frey e Kyla Bullings. De acordo com Jason Heffler do edm.com, a "interpretação de dança inebriante de Frey é um acompanhamento fantástico para o dom sônico assustador".

## Capa
A arte da capa foi feita pelo artista plástico Victor Scorrano.

## Lista de faixas
- Um remix do DJ/produtor britânico 220 Kid foi lançado em 11 de dezembro de 2020, com estreia no canal de Tiësto no YouTube. Há também outra versão, intitulada "The Business Part II", que é uma colaboração com o cantor e compositor americano Ty Dolla Sign e foi lançada em 21 de janeiro de 2021.[4]

## Paradas e posições
| País/Parada (2020–22)                             | Melhor posição |
| ------------------------------------------------- | -------------- |
| Austrália (ARIA)                                  | 4              |
| Áustria (Ö3 Austria Top 75)                       | 6              |
| Bélgica (Ultratop 50 de Flandres)                 | 2              |
| Bélgica (Ultratop 50 da Valônia)                  | 2              |
| Brasil (Top 100 Brasil)                           | 97             |
| Bulgária (PROPHON)                                | 7              |
| Canadá (Canadian Hot 100)                         | 13             |
| Canadá (Billboard CHR/Top 40)                     | 17             |
| Canadá (Billboard AC)                             | 46             |
| Comunidade dos Estados Independentes (Tophit)     | 1              |
| Croácia (Hrvatska Radiotelevizija)                | 2              |
| República Checa (Rádio Top 100)                   | 3              |
| República Checa (Singles Digitál Top 100)         | 1              |
| Dinamarca (Hitlisten)                             | 4              |
| Finlândia (Suomen virallinen lista)               | 15             |
| França (SNEP)                                     | 62             |
| Alemanha (Offizielle Deutsche Charts)             | 3              |
| Mundo (Billboard Global 200)                      | 12             |
| Grécia (IFPI Grécia)                              | 5              |
| Hungria (Dance Top 40)                            | 1              |
| Hungria (Rádiós Top 40)                           | 6              |
| Hungria (Single Top 40)                           | 1              |
| Hungria (Stream Top 40)                           | 1              |
| Islândia (Plötutíðindi)                           | 10             |
| Irlanda (IRMA)                                    | 1              |
| Israel (Media Forest)                             | 2              |
| Itália (FIMI)                                     | 34             |
| Líbano (OLT20)                                    | 2              |
| Lituânia (AGATA)                                  | 1              |
| México (Billboard)                                | 3              |
| Países Baixos (Dutch Top 40)                      | 1              |
| Países Baixos (Single Top 100)                    | 1              |
| Nova Zelândia (Recorded Music NZ)                 | 21             |
| Noruega (VG-lista)                                | 10             |
| Polónia (Polish Airplay Top 100)                  | 2              |
| Portugal (AFP)                                    | 7              |
| Romênia (Airplay 100)                             | 1              |
| Rússia (Tophit Airplay)                           | 2              |
| Eslováquia (Rádio Top 100)                        | 1              |
| Eslováquia (Singles Digitál Top 100)              | 1              |
| África do Sul (RISA)                              | 2              |
| Espanha (PROMUSICAE)                              | 37             |
| Suécia (Sverigetopplistan)                        | 11             |
| Suíça (Schweizer Hitparade)                       | 4              |
| Reino Unido (UK Singles Chart)                    | 3              |
| Reino Unido (UK Dance Chart)                      | 2              |
| Ucrânia (Tophit Airplay)                          | 6              |
| Estados Unidos (Billboard Hot 100)                | 69             |
| Estados Unidos (Billboard Dance/Electronic Songs) | 2              |
| Estados Unidos (Billboard Mainstream Top 40)      | 24             |
| Estados Unidos (Billboard Rhythmic)               | 34             |

| País/Parada (2021)                | Melhor posição |
| --------------------------------- | -------------- |
| Hungria (Rádiós Top 40)           | 28             |
| Hungria (Single Top 40)           | 25             |
| Nova Zelândia (Recorded Music NZ) | 33             |
| Suécia (Sverigetopplistan)        | 20             |

| País/Parada (2020)                            | Posição fixada |
| --------------------------------------------- | -------------- |
| Hungria (Dance Top 40)                        | 39             |
| Hungria (Single Top 40)                       | 56             |
| Países Baixos (Dutch Top 40)                  | 34             |
| Países Baixos (Single Top 100)                | 71             |
| Comunidade dos Estados Independentes (TopHit) | 114            |
| Rússia Airplay (TopHit)                       | 118            |
| Estados Unidos (Hot Dance/Electronic Songs)   | 94             |
| País/Parada (2021)                            | Posição fixada |
| Austrália (ARIA)                              | 10             |
| Austria (Ö3 Austria Top 40)                   | 9              |
| Bélgica (Ultratop Flandres)                   | 3              |
| Bélgica (Ultratop Valônia)                    | 13             |
| Canadá (Canadian Hot 100)                     | 19             |
| Comunidade dos Estados Independentes (TopHit) | 2              |
| Dinamarca (Hitlisten)                         | 17             |
| França (SNEP)                                 | 110            |
| Alemanha (Official German Charts)             | 3              |
| Mundo (Global 200)                            | 20             |
| Hungria (Dance Top 40)                        | 1              |
| Hungria (Rádiós Top 40)                       | 8              |
| Hungria (Single Top 40)                       | 6              |
| Hungria (Stream Top 40)                       | 2              |
| Irlanda (IRMA)                                | 9              |
| Países Baixos (Dutch Top 40)                  | 18             |
| Países Baixos (Single Top 100)                | 7              |
| Nova Zelândia (Recorded Music NZ)             | 37             |
| Noruega (VG-lista)                            | 20             |
| Polônia (ZPAV)                                | 37             |
| Portugal (AFP)                                | 13             |
| Rússia (TopHit)                               | 5              |
| Espanha (PROMUSICAE)                          | 90             |
| Suécia (Sverigetopplistan)                    | 38             |
| Suíça (Schweizer Hitparade)                   | 7              |
| Reino Unido (UK Singles Chart)                | 16             |
| Ucrânia (TopHit)                              | 15             |
| Estados Unidos (Hot Dance/Electronic Songs)   | 3              |
| País/Parada (2022)                            | Posição fixada |
| Mundo (Global Excl. US)                       | 179            |
| Hungria (Rádiós Top 40)                       | 8              |
| Hungria (Single Top 40)                       | 68             |
| Ukraine Airplay (TopHit)                      | 75             |